# Rabinja
Rabinja – wieś w Chorwacji, w żupanii karlowackiej, w mieście Slunj. W 2011 roku pozostawała niezamieszkana.